# Île de Montmerle
L'île de Montmerle est une île située sur la Saône appartenant à la commune de Montmerle-sur-Saône.

## Description
Elle s'étend sur environ 1,6 km de longueur pour un peu plus de 310 m de largeur et couvre 34 hectares. Elle est utilisée pour l'exploitation du bois mais n'est pas aménagée.
L’île fait partie du site « Val de Saône », classé depuis 2005.
Elle est également comprise dans deux « Zones Naturelles d’Intérêt Écologique Faunistique et Floristique » (ZNIEFF) du Val de Saône. Depuis 2009, l’île fait aussi partie intégrante du site Natura 2000 « Prairies humides et forêts alluviales du Val de Saône aval ».

## Histoire
L'Ordre de Saint-Jean de Jérusalem y possédait au XVIIe un pré de dix-huit coupées.